# Paul Souriau
Paul Adolphe Souriau (Douai, 21 ottobre 1852 – Nancy, 21 giugno 1926) è stato un filosofo francese.
Conosciuto per i suoi lavori sulla teoria dell'invenzione e in generale per i suoi contributi al campo dell'estetica.

## Biografia
Paul Souriau frequenta il lycée di Douai ottenendo il baccalauréat ès lettres. Prosegue i suoi studi trasferendosi al Collège Sainte-Barbe di Parigi e frequentando il Lycée Louis-le-Grand. Si iscrive all'ENS (1873-1876) ed ottiene l'agrégation de philosophie nel 1877. 
La sua prima tesi di doctorat ès lettres non ottiene l'autorizzazione per essere sostenuta alla Sorbona. Si intitolava Essai sur le raisonnement. Di essa non piacquero l'eccessiva influenza di Spencer e le sue idee materialiste. La nuova tesi fu sostenuta alla Sorbona il gennaio 1882 e si intitolava: Théorie de l'Invention (studio di psicologia introspettiva) nella quale Paul Souriau sostiene che le invenzioni non sono il risultato di un procedimento scientifico rigoroso, ma che si presentano piuttosto come inevitabili conseguenze dell'ambiente sociale in cui è situato l'inventore. Questa teoria fu immediatamente contestata sul numero della Revue Internationale de l'Einseignement del 1882. La tesi complementare, in latino, intitolata De motus perceptione, tende a sottolineare l'importanza della visione per la percezione dei movimenti (il titolo iniziale di questa tesi era infatti De visione motus). Entrambi questi lavori costituiscono lo sfondo problematico a partire da cui si svilupperà la sua riflessione successiva legata ai temi della percezione e del movimento. 
Nel 1889 pubblica le sue riflessioni sull'estetica del movimento (L'esthétique du mouvement, Alcan) in cui introduce due livelli: la bellezza meccanica, cioè l'adattamento del movimento al fine, e l'espressione del movimento (il significato che il movimento comunica a un osservatore esterno). Così facendo, Paul Souriau distingue il movimento dalla sua percezione. Si tratta di concetti che diventeranno in seguito caratteristici dell'intelligenza sensorio-motrice e della psicofisica.
Professore di filosofia nei licei di Pau (1876), e poi di Angers (1877) fa il suo ingresso nell'insegnamento universitario nel 1881 come maitre des conférences di filosofia alla Faculté des Lettres di Lione, dove viene riconfermato l'anno seguente (1882-1883); è in seguito chargé des cours a Besançon (1883) e poi professeur de philosophie a Aix en Provence (1885), Lilla (1888), e infine Nancy (1893-1923). Doyen nel 1919-1922, va in pensione il 1º novembre 1923. Fu corrispondente della Académie des Sciences Morales et politiques. Risolutamente dreyfusardo, si lanciò nell'avventura dell'Università popolare di Nancy. Eletto nel 1908 alle elezioni municipali per la lista radical-socialista, nel 1912 lo fu per quella di ispirazione repubblicana. Vice-sindaco di Nancy, rimase a capo della città insieme a un pugno di consiglieri municipali nel corso dell'occupazione tedesca. 
È il padre di Michel Souriau (1891-1986) e del più noto Étienne Souriau (1892-1979), che a partire dagli anni 1930 dominerà la scena dell'estetica francese.

## Opere
- Théorie de l'invention, Paris, Hachette, 1881
- L'Esthétique du mouvement, Paris, Alcan, 1889
- La suggestion dans l'art, Paris, Alcan, 1893 [1909]
- L'imagination de l'artiste, Paris, Hachette, 1901
- La beauté rationnelle, Paris, Alcan, 1904
- La rêverie esthétique: essai sur la psychologie du poète, Paris, Alcan, 1906
- Les conditions du bonheur, Paris, Colin, 1908
- L'esthétique de la lumière, Paris, Hachette, 1913
- L'entraînement au courage, Paris, Alcan, 1926

Paul Souriau ha scritto anche un buon numero di racconti per bambini:
- Les deux brigands, Paris, Hachette, 1884
- Les Exploits de Jean-Bart. L'Arbalète, Paris, Hachette, 1884
- La Mouche. L'Oiseau bleu, Paris, Hachette, 1884
- La Faute d'orthographe. Le Dernier loup d'Irlande. L'Épreuve. Sur les toits. L'Arbalète. La Fauvette et l'enfant. La Petite hirondelle, Paris, Hachette, 1895
- Les Mauvais conseils, Paris, Hachette, 1885
- Le Veilleur du lycée, Paris, Hachette, 1898
- Les Aventures de Mistigri, Paris, Hachette, 1899
- L'Auberge du Grand Écho, Paris, Hachette, 1900
- Les Crinières grises. Le Grand hiver. Les Souvenirs de Nondo, Paris, Hachette, 1906
- La Plume noire, Paris, Hachette, 1914

Ha pubblicato inoltre numerosi articoli sulla Revue de Paris, in L’Année psychologique e sulla Revue philosophique.